# Philipp Hauß
Philipp Hauß (* 1980 in Münster) ist ein deutscher Schauspieler und Regisseur. Er gehört seit 2002 dem Ensemble des Wiener Burgtheaters an.

## Leben
Hauß studierte von 1998 bis 2002 Schauspiel am Max Reinhardt Seminar in Wien und war bereits während seines Studiums Regieassistent bei Christoph Schlingensief. Seit 2002 ist er Ensemblemitglied am Burgtheater und arbeitete u. a. mit den Regisseuren Luc Bondy, Andrea Breth, Alvis Hermanis, Stephan Kimmig, Roland Schimmelpfennig, Peter Stein, Nicolas Stemann und Peter Zadek. Er gastierte auch am Bayerischen Staatsschauspiel in München, am Berliner Maxim Gorki Theater und bei den Salzburger Festspielen. Mehrfach wurden Inszenierungen, in denen er mitwirkte, zum Berliner Theatertreffen eingeladen. Als langjähriges Ensemblemitglied ist Hauß Ensemblesprecher am Burgtheater.
Seit 2006 arbeitet Philipp Hauß auch als Regisseur. Mit Studenten des Max Reinhardt Seminars erarbeitete er Bambiland von Elfriede Jelinek, im Kasino am Schwarzenbergplatz des Burgtheaters inszenierte er Die Legenden von Afrika 2 fishes, in der Garage X Theater Petersplatz Überleben eines Handlungsreisenden – eine Beratung und Das Opfer. Seine erste Regiearbeit am Landestheater Niederösterreich in der Spielzeit 2012/13, Mamma Medea von Tom Lanoye, wurde für einen Nestroy-Theaterpreis in der Kategorie Beste Bundesländer-Aufführung nominiert.
Hauß ist außerdem kulturwissenschaftlich tätig und schreibt u. a. für die Theater der Zeit. Er studierte Philosophie und Kulturwissenschaften an der Universität Wien und promoviert bei Claus Pias über eine Medien- und Kulturgeschichte der Wellness-Bewegung.

## Film & TV (Auswahl)
- 2008: Der Alte – Folge 327: Die Nacht kommt schneller als du denkst
- 2012: Mord mit Aussicht – Das nennt man Camping ...
- 2012: Mord mit Aussicht – Ein krummer Hund
- 2013: Polizeiruf 110 – Zwischen den Welten
- 2016: Lou Andreas-Salomé, Regie: Cordula Kablitz-Post
- 2019: Weitermachen Sanssouci, Regie: Max Linz
- 2019: Der beste Papa der Welt
- 2021: Monte Verità – Der Rausch der Freiheit
- 2022: Wir sind dann wohl die Angehörigen
- 2022: Vienna Blood – Der Schattengott (Fernsehreihe)
- 2023: SOKO Donau (Fernsehserie, Folge Höllensturz)

## Theater (Auswahl)
- 2003: Don Carlos, Infant von Spanien, Rolle: Don Carlos, Regie: Andrea Breth
- 2007: Die Rosenkriege, Rollen: Heinrich VI. / Ratsherr / Straßenkehrer, Regie: Stephan Kimmig
- 2015: Rein Gold, Regie: Nicolas Stemann
- 2015: Reisende auf einem Bein, Rolle: Franz, Regie: Katie Mitchell
- 2016: Torquato Tasso, Rolle: Torquato Tasso, Regie: Martin Labarenz
- 2017: Antigone, Rolle: Bote, Regie: Jette Steckel
- 2017: Radetzkymarsch, Rolle: Carl Joseph von Trotta, Regie: Johan Simons
- 2018: Kampf des Negers und der Hunde, Rolle: Horn, Regie Miloš Lolić

## Regie (Auswahl)
- 2011: Überleben eines Handlungsreisenden, Garage X Theater Petersplatz
- 2012: Das Opfer, Garage X Theater Petersplatz
- 2013: Mamma Medea, Landestheater Niederösterreich
- 2015: Überleben eines Handlungsreisenden, Hörspiel, WDR[6]

## Auszeichnungen
- Vontobel-Preis – für Bambiland
- 2. Preis der International Theatre School Week Warschau 2007 – für Bambiland
- Nestroy-Preis für die Beste Nebenrolle – für Antigone
- Nestroy-Preis-Nominierungen – für Mamma Medea